# Wyulda
Wyulda là một chi động vật có vú trong họ Phalangeridae, bộ Hai răng cửa. Chi này được Alexander miêu tả năm 1918. Loài điển hình của chi này là Wyulda squamicaudata Alexander, 1918.

## Các loài
Chi này gồm các loài:
- Wyulda squamicaudata Alexander, 1918
- | - x - t - s Tuyệt chủng     | - x - t - s Tuyệt chủng                                                                                                                                                                                                                                                                                     | - x - t - s Tuyệt chủng                                             |
| --------------------------- | --- | ------------------------------------------------------------------- |
| Hiện tượng                  | - Đồng tuyệt chủng - Đơn vị phân loại Lazarus - Hồi sinh loài - Ô nhiễm di truyền - Tốc độ tuyệt chủng nền - Tuyệt chủng sinh thái - Tuyệt chủng trong tự nhiên - Tuyệt chủng chức năng - Tuyệt chủng cục bộ - Tuyệt chủng giả                                                                              | The species Bufo periglenes (Golden Toad) was last reported in 1989 |
| Mô hình                     | - Xoáy tuyệt chủng | The species Bufo periglenes (Golden Toad) was last reported in 1989 |
| Nguyên nhân                 | - Bánh cóc Muller - Biến thiên khí hậu - Khai thác quá độ - Loài quá đông đúc - Loài xâm thực - Nghịch lý làm giàu - Overshoot - Phá hủy sinh cảnh - Sụp đổ di truyền - Tác động của con người đến môi trường - Xói mòn di truyền                                                                           | The species Bufo periglenes (Golden Toad) was last reported in 1989 |
| Giả thuyết và khái niệm     | - Nợ tuyệt chủng - Nguy cơ tuyệt chủng do biến đổi khí hậu - Giới hạn tuyệt chủng - Trường Đạn - Loài giả thuyết - Nguy cơ tuyệt chủng ngầm - Hóa thạch sống | The species Bufo periglenes (Golden Toad) was last reported in 1989 |
| Các sự kiện tuyệt chủng lớn | - Ordovic – Silur - Devon muộn - Permi – Tam Điệp - Tam Điệp – Jura - Phấn Trắng – Cổ Cận - Toàn Tân - Niên biểu | The species Bufo periglenes (Golden Toad) was last reported in 1989 |
| Các Sự kiện tuyệt chủng nhỏ | - Thảm họa oxy - Cuối Ediacara - Cuối Botomia - Dresbachia - Cambri – Ordovic - Ireviken - Mulde - Lau - Than Đá - Olson - Cuối Capitania - Thời kỳ mưa Carnia - Toarcia - Cuối kỷ Jura hoặc kỳ Tithon - Aptia - Cenomania – Turonia - Thủy Tân – Tiệm Tân - Trung Tân giữa - Thượng Tân – Canh Tân - Đệ tứ | The species Bufo periglenes (Golden Toad) was last reported in 1989 |
| Loài tuyệt chủng            | - Danh sách các loài đã tuyệt chủng - Động vật - Thực vật - Theo Sách đỏ IUCN | The species Bufo periglenes (Golden Toad) was last reported in 1989 |
| Tổ chức                     | - Liên minh Bảo tồn Thiên nhiên Quốc tế (Các ủy ban của IUCN) - Phong trào tuyệt chủng loài người tự giác | The species Bufo periglenes (Golden Toad) was last reported in 1989 |
| Xem thêm                    | - Sự suy giảm số lượng loài lưỡng cư - Tuyệt chủng của con người | The species Bufo periglenes (Golden Toad) was last reported in 1989 |
| Thể loại Commons            | |                                                                     | Wyulda asherjoeli Crosby, Nagy & Archer 2001 Miocène